# La Nuit bleue
Pour plus de détails, voir Fiche technique et Distribution.
La Nuit bleue (Pathos: Segreta inquietudine) est un giallo érotique italien réalisé par Piccio Raffanini et sorti en 1987. C'est son premier et son unique film en tant que réalisateur.
C'est l'un des seuls films italiens où joue l'acteur français Gérard Darmon. L'intrigue qui se déroule dans un futur indéterminé, met également en scène le chanteur américain Kid Creole and the Coconuts ainsi que de nombreuses interprètes féminines, dont Eva Grimaldi, Virginia Hey, Gioia Scola, Carin McDonald, Teagan Clive, Loredana Guerra, Valentine Demy et Jo Ann Smith.

## Synopsis
Un tueur en série fait des victimes parmi des mannequins et des actrices. L'enquête, menée par le lieutenant Arnaldi avec l'aide de Diana, photographe bisexuelle, semble indiquer que le tueur est un travesti. Après que le tueur a fait plusieurs victimes parmi les amants et les connaissances de Diana, Arnaldi parvient à le démasquer et à l'arrêter : il s'agit de Paul, l'assistant bisexuel de Diana, qui est follement amoureux de la photographe.

## Fiche technique
- Titre original italien  : Pathos: Segreta inquietudine ou Pathos: Un sapore di paura[1]
- Titre français : La Nuit bleue (titre VHS)
- Réalisateur : Piccio Raffanini
- Scénario : Maria Elisabetta Cartoni, Piccio Raffanini, Lidia Ravera
- Photographie : Luciano Vittori, Romano Albani (it)
- Montage : Mario Morra
- Musique : Gabriele Ducros
- Décors : Paolo Biagetti (it)
- Costumes : Vera Cozzolino
- Production : Jacques Goyard
- Société de production : Titanus Produzione, Reteitalia
- Pays de production :  Italie
- Langue originale : italien
- Format : Couleurs - 2,35:1 - Son mono - 35 mm
- Durée : 95 minutes
- Genre : Giallo érotique
- Dates de sortie :
  - Italie : 28 octobre 1987 (Mercato internazionale del film e del documentario) ; 7 décembre 1988 (sortie nationale)
  - Canada : 8 février 1992 (diffusion télé dans le bloc de programmation Bleu Nuit sur le réseau québécois TQS)

## Distribution
- Virginia Hey : Diana
- Gérard Darmon : George
- Gioia Scola : Valerie
- Dario Parisini : Paul
- Carin McDonald : Kim
- Teagan Clive : Teagan Morrison
- Eva Grimaldi : Pearl
- Kid Creole (sous son vrai nom d'« August Darnell ») : le bookmaker
- Patrick King
- Giorgio Cerioni
- Valentine Demy
- Eugenio Cartoni
- Jo Ann Smith
- Arnaldo Cosimi